# M. Carroça de Vilaragut
M. Carroça de Vilaragut (València, segona meitat del segle XIV - ca. 1423) va ser una noble catalana nascuda a València, senyora de Carrícola.

Descendia d'un dels cavallers que acompanyaren a Jaume I en la conquesta de València i fou senyora d'Albaida, Carrícola i Corbera. Restà orfe al cap de poc de néixer, i sent encara molt jove casà amb Juan Jiménez de Urrea, per a separar-se no gaire més tard. En aquell temps ja devia formar part de la casa dels ducs de Girona i el 1382 era la dama favorita de Na Violant, esposa de Joan I. A l'adveniment d'aquest al tron el 1387, Carroça esdevingué una de les persones més influents de la cort, el que primer donà motiu de descontentament de la noblesa i després murmuris i calumnies, fins que per fi els nobles presentaren a les Corts de Monçó una Cèdula concebuda en els termes següents:
| « | <Como Na Carroça, hallandose en casa de dicho señor y señora y siendo casada cometa adulterio, violando su matrimonio como vil y malvada mujer, no temiendo a Dios, ni guardando el honor a los dichos señor i señora, ni considerando el grande y singular afecto que le tienen y que nada saben de sus maldades, antes creyendola buena, yace carnalment con Francisco de Paúl, camarlengo e intimo consejero de dicho señor y mayordomo de la dicha señora reina, y no solamente con el, sinó que estando en dicha casa hace almoneda de su vil cuerpo, se dice publicamente, a otros, y al mismo tiempo algunos, en la casa, servidores de dicho señor y señora, han cometido entre si vileses, las cuales son muy deshonroses y ruinosas para la casa y corona real...> | » |

Joan I no va permetre la lectura d'aquest document i als que l'havien presentat manifestaren trobar-se disposats a defensar amb les armes el que havien escrit, i després de moltes vicissituds, el rei es va veure obligat a expulsar de palau Na Carroça, la qual es retirà al seu castell de Corbera.
Vídua algun temps després casà amb Pedro Pardo de la Casta, matrimoni del qual naixeren dos fills, Pere i Joan. Segons notícia de Francisco Danvila, que és la millor biografia de Na Carroça, aquesta no va merèixer la fama de deshonesta que li atribuïa la Cèdula els principals extrems de la qual resten reproduïts anteriorment. Aquestes calúmnies naixeren de la gran influencia que Na Carroça exercí en el govern, ja que, per ser la favorita de la reina i trobar-se el rei molt allunyat dels negocis públics, era ella la que en realitat governava.